# San Tommaso (Villanova del Sillaro)
San Tommaso è una località del comune di Villanova del Sillaro, in provincia di Lodi.

## Geografia fisica
La località è sita a 72 m sul livello del mare.

## Storia
Nel Settecento risultava essere un comune autonomo di 250 abitanti, comprendente anche le cascine del Postino e della Motta. Dal punto di vista amministrativo era compreso nel Vescovato di Mezzo del Contado di Lodi.
Almeno dal 1753 il comune venne soppresso e aggregato a Villa Nova.
Al censimento del 21 ottobre 2001 contava 67 abitanti.